# Wiyot
Die Wiyot (Chetco-Tolowa: wee-’at, Yurok: weyet) sind ein noch existierender Indianerstamm in Kalifornien, in der Nähe der Humboldt Bay in Kalifornien. Kulturell stehen sie den Yurok nahe.
Heutzutage existieren noch etwa 450 Wiyot.
Traurige Bekanntheit erreichten die Wiyot durch das Wiyot-Massaker von 1860, bei dem am 26. Februar 1860 zwischen 80 und 250 Stammesangehörige  von weißen Siedlern ermordet wurden. Das Massaker ereignete sich bei Tuluwat (auch Tolowot) in der Nähe von Eureka im Humboldt County, Kalifornien, auf einer Insel, die heute den Namen Indian Island trägt.